# Chimbote

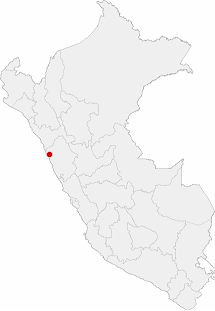
Chimbotes läge i Peru.

Chimbote är en hamnstad längs norra kusten av Peru. Den är den största staden i departementet Áncash, och är den administrativa huvudorten i Santaprovinsen och Chimbotedistriktet. Folkmängden uppgick till 371 012 invånare 2015. Staden är belägen i Chimbotebukten, söder om Trujullo och 420 km norr om Lima längs Pan-American Highway (Carretera panamericana).
Chimbote är början på en rad betydande städer längs kusten, såsom Trujillo, Chiclayo och Piura. Stadens geografiska placering gör den till en transportknutpunkt för hela dalgången för Rio Santa. 
Staden var under mitten av 1900-talet den fiskehamn som hade störst fiskproduktion i världen, och den är fortfarande landets största inom denna näring. Under 1970-talet påverkades fiskeindustrin drastiskt av en kraftig El Niño, en jordbävning och ett överfiske och pålagda restriktioner. Fortfarande är dock 75% av Perus fiskeindustri verksam i Chimbote. Järnvägen mellan Chimbote och Huallanca, byggd 1922, används som transportled för kol- och järngruvor inne i landet och för transporter i dalgången längs floden för transporter av ris, bomull, sockerrör och bananer.

## Historia
Området där Chimbote är belägen har successivt befolkats av olika kulturer som Moche, Wari, Recuay, Chimú och Inkariket. Arkeologiska fynd finns på platser som Punkurí, Pañamarca, Huaca San Pedro, El Castillo, San José de Moro, bland andra. Man tror att en etnisk grupp, los Mayao, befolkade området men att befolkningen sedan spreds och decimerades i början av den spanska kolonisationen.
År 1774, i boken Introducción y Descripción de las Provincias pertenecientes al Arzobispado de Lima ("Introduktion och beskrivning av provinserna som tillhör ärkestiftet Lima") av Cosme Bueno uppträder för första gången namnet Chimbote i ett officiellt dokument. Referensen lyder: "... att den gamla Villa de Santa María de la Parrilla ("Santa"), har en liten fiskeby i närheten som heter Chimbote". Etnografiskt räknas dessa första bebyggare som fiskare från Huanchaco, öster om Trujillo, varför de kallas för huanchaqueros. 
1815 hamnade områdena under subdelegado Martín Plaza Larrabeitias styre, och befolkningen uppgick till nätt och jämnt ett hundratal. Befolkningen ägnade sig främst åt fiske, hantverk och vedhuggning.

## Transport

### Flyg
Staden tjänas av flygplatsen Teniente FAP Jaime Montreuil Morales Airport. Därifrån går reguljära flyglinjer till Lima genom LC Busre.